# Аминта (син на Арабей)
Вижте пояснителната страница за други личности с името Аминта.
Аминта (на старогръцки: Ἀμύντας) е македонски благородник от Линкестида в Горна Македония и македонски генерал (военачалник) през IV век пр.н.е.
Той е син на Арабeй († 336 г. пр. Хр.) и внук на генерал Ероп († сл. 338 г. пр. Хр.).
Аминта служи като генерал още при цар Филип II Македонски. Заедно с Парменион и Атал той завежда през 336 г. пр. Хр. македонската предварителна група в Мала Азия. Когато същата година царят е убит от Павзаний баща му и чичо му Херомен са екзекутирани от Александър Велики в деня на погребението на Филип II, заради участие в убийството. Брат му Неоптолем († 334 г. пр. Хр.) бяга при персийския велик цар в Персеполис. Аминта и друг негов чичо, Александър († 330 г. пр. Хр.) стават военачалници на Александър Велики.
Аминта получава през 334 г. пр. Хр. важни военни командвания в започващия поход против Персия.
Той води предварителната войска при марша до р. Граник. В последвала битка при Граник (май 334 г. пр. Хр.) той е командир на дясното крило, състоящ се от войници от Пеония и един швадрон sarissophoroi, a Алекснадър води кавалерията. При последвало превземане на Халикарнас брат му Неоптолем, който се бие на персийската страна е убит, а чичо му Александър от Линкестида малко след е заловен в заговор и затворен. Аминта отново не е обвинен. При завладяването на Сагаласос през зимата 334/333 г. пр. Хр. той ръководи лявото крило на войската. След това обаче няма никакви сведения за него, понеже малко след това умира.